# Correbia negrona
Correbia negrona är en fjärilsart som beskrevs av Max Wilhelm Karl Draudt 1917. Correbia negrona ingår i släktet Correbia och familjen björnspinnare. Inga underarter finns listade i Catalogue of Life.